# ویلسون التمیرانو
ویلسون التمیرانو (انگلیسی: Wilson Altamirano؛ زادهٔ ۷ آوریل ۱۹۹۸) بازیکن فوتبال اهل آرژانتین است.